# Le luci della sera
Le luci della sera (Laitakaupungin valot) è un film del 2006 diretto da Aki Kaurismäki.
È il terzo film di una trilogia. La prima parte, Nuvole in viaggio (1996), tratta il tema della disoccupazione, nella seconda, L'uomo senza passato (2002), si occupa dell'indigenza dei senza tetto, mentre Le luci della sera è dedicato al tema della disoccupazione e della solitudine.

## Trama
Koistinen è guardia giurata in un moderno quartiere di Helsinki, incaricato del controllo notturno di scintillanti centri commerciali. Ha pochi punti di contatto con il suo mondo, gli è difficile inserirsi tra gli uomini e spesso vive la vita del solitario. Con i colleghi di lavoro, che sarcasticamente gli chiedono delle sue avventure con le donne, non ha molto a che spartire, e ne viene isolato. A fronte della sua misera vita Koistinen si aggrappa all'idea che il suo stato è solo temporaneo e presto si libererà dalla sua condizione di sottoposto e avrà un'agenzia di vigilanza tutta sua. Racconta questi suoi progetti a Aila, la proprietaria di un chiosco ambulante da cui si reca ogni sera. Quando un giorno la bionda Mirja gli si avvicina, gli pare che per una volta la fortuna sia arrivata anche da lui. Senza subodorare che Mirja lo cerca non per affetto ma per servirsene, fidandosi di lei, la porta con sé nel giro di ispezione alla gioielleria del centro commerciale. Mirja in realtà è complice di una banda criminale che, con le informazioni che lei fornisce loro, fa il colpo nella gioielleria del centro commerciale incastrando però Koistinen. Lui, iniziando a sospettare di Mirja, si rifiuta però di collaborare e perfino quando gli è chiaro di essere stato incastrato proprio da lei, non fa nulla per palesare la sua innocenza. Finisce così in prigione come principale indiziato di rapina. Dopo un anno viene rilasciato, ma il nuovo inizio non è felice. In tutto questo tempo solo Aila mostra di interessarsi per lui – fino all'ultimo, anche se invano.

## Riconoscimenti
Il film è stato presentato in concorso al Festival di Cannes 2006. All'attribuzione del premio finlandese Jussi del 2007 il film ha vinto nelle categorie di film dell'anno, regia (ex aequo con Aku Louhimies per Valkoinen kaupunki) e sceneggiatura.
Le luci della sera era originariamente anche il candidato finlandese per l'Oscar 2007, in corsa per la nomina di miglior film straniero. Tuttavia non era stato chiesto il consenso per la partecipazione a Kaurismäki, contrario a questo tipo di premi cinematografici. È stato lui stesso a chiederne il ritiro dalla competizione.